# Kremser Ersatzstraße
Die Kremser Ersatzstraße (B 333) (früher auch Kremser Bundesstraße) ist eine ehemalige Bundesstraße in Niederösterreich. Ursprünglich als Kremser Bundesstraße ausgebaut, führte sie von St. Pölten über Kleinhain, Zagging, Rottersdorf, Weidling, Meidling, Hörfarth und Paudorf nach Krems, und wurde mit den Planungen einer hochrangigen Straßenverbindung zwischen Krems und St. Pölten in Kremser Ersatzstraße umbenannt und später durch die Kremser Schnellstraße (S 33) ersetzt und 1986 aufgelassen.
Danach wurde die Kremser Ersatzstraße als Landesstraße 100 ins Eigentum des Landes Niederösterreich übernommen.